# Obszar Chronionego Krajobrazu Lasów Taborskich
Obszar Chronionego Krajobrazu Lasów Taborskich – obszar chronionego krajobrazu położony w województwie warmińsko-mazurskim, w powiecie olsztyńskim na terenie gmin: Gietrzwałd i Olsztynek oraz w powiecie ostródzkim na terenie gmin: Morąg, Miłomłyn, Łukta, Ostróda i miasta Ostróda. Zajmuje powierzchnię 29 941,7 ha.
Obszar utworzony został w 1998 roku. Obecnie obowiązującym aktem prawnym jest rozporządzenie Wojewody Warmińsko-Mazurskiego z dnia 13 listopada 2008.
W granicach obszaru znajdują się rezerwaty przyrody „Jezioro Długie”, „Sosny Taborskie” oraz fragment rezerwatu „Ostoja bobrów na rzece Pasłęce”.